# تورستن نيلسون
تورستن نيلسون (بالسويدية: Torsten Nilsson) (و. 1905 – 1997 م) هو دبلوماسي، وسياسي سويدي، كان عضوًا في حزب العمال الديمقراطي الاشتراكي السويدي، توفي في ستوكهولم، عن عمر يناهز 92 عاماً.

## مناصب
تولى منصب عضو البرلمان السويدي ‏.

## روابط خارجية
- تورستن نيلسون على موقع مونزينجر (الألمانية)
- تورستن نيلسون على موقع ديسكوغز (الإنجليزية)